# Ancylecha fenestrata
Ancylecha fenestrata är en insektsart som först beskrevs av Fabricius 1793.  Ancylecha fenestrata ingår i släktet Ancylecha och familjen vårtbitare. Inga underarter finns listade i Catalogue of Life.

## Bildgalleri

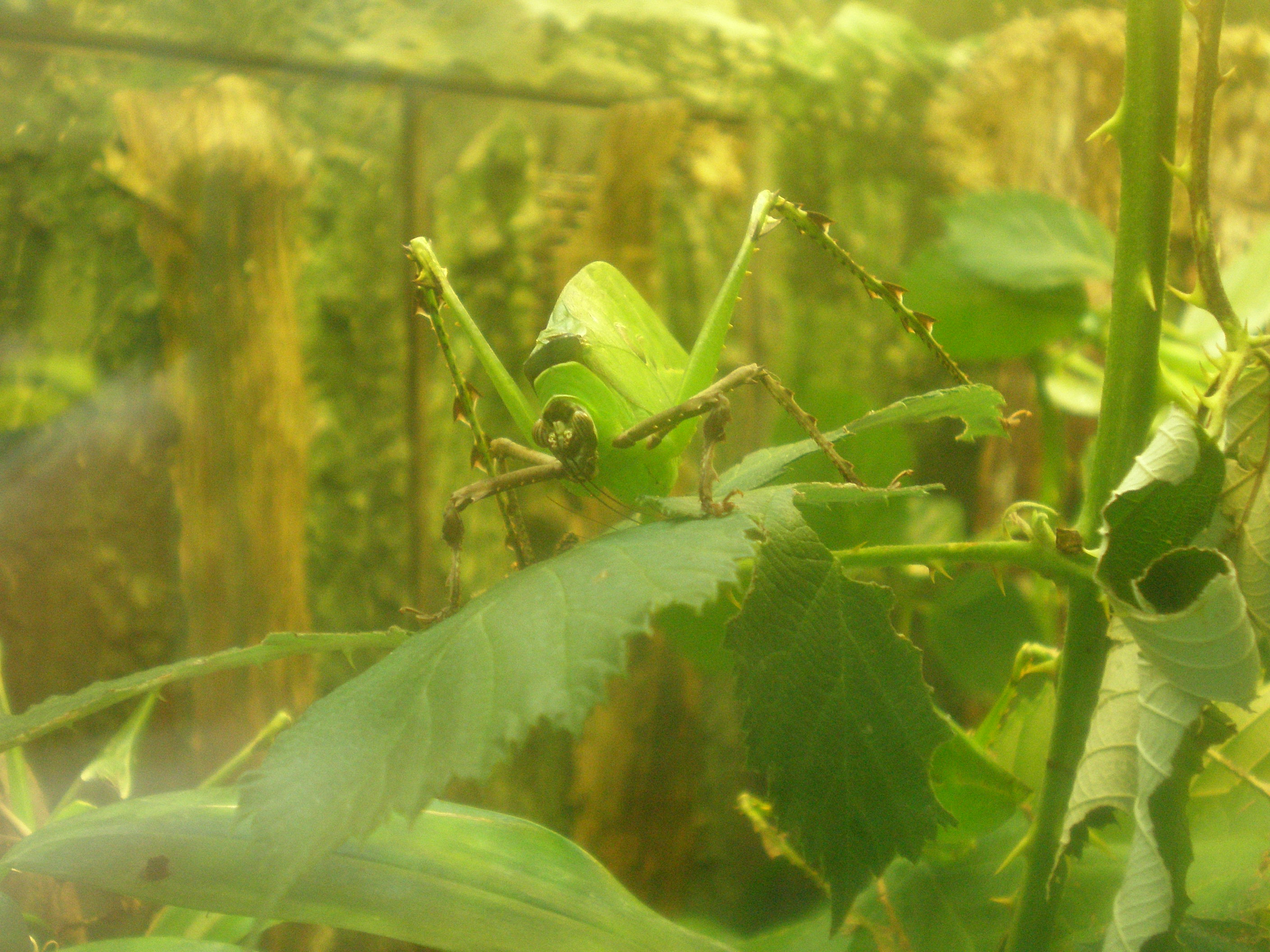